# Jan Grąbczewski
Jan Grąbczewski herbu Nałęcz – ławnik tczewski w latach 1737–1756, regent pomorski w latach 1730–1736.
Poseł województwa pomorskiego na sejm zwyczajny pacyfikacyjny 1735 roku.